# 漢密爾頓縣 (德克薩斯州)
漢密爾頓縣（英語：Hamilton County）是位於美國德克薩斯州中部的一個縣。面積2,166平方公里。根據美國2000年人口普查，共有人口8,229。縣治漢彌爾頓。
成立於1856年，縣名紀念對德克薩斯共和國提供財政支持的南卡羅萊納州州長小詹姆斯·漢密爾頓（James Hamilton, Jr.）。